# Kleinreparatur
Eine Kleinreparatur ist das Beheben kleinerer Schäden an Einrichtungen oder Vorrichtungen in einer Mietwohnung.

## Allgemeines
Eine vertragliche Bestimmung darüber, welche Vertragspartei die Kosten für kleinere Reparaturen im gemieteten Wohnobjekt zu tragen hat, wird als Kleinreparaturklausel bezeichnet. Eine solche Klausel ist in Deutschland in den meisten Mietverträgen enthalten.
Es ist in Deutschland seit langem üblich, dass Mieter von Wohnraum auf ihre eigenen Kosten Kleinreparaturen übernehmen (z. B. Auswechseln von Glühlampen, Austausch von Sicherungen oder Erneuern von Dichtungen). Dennoch gibt es kein Gewohnheitsrecht, mit dem der Vermieter diese Übernahme verlangen kann, sondern den Mieter trifft eine solche Verpflichtung nur, wenn er sie im Mietvertrag eingegangen ist.

## Rechtsfragen
Eine Verantwortlichkeit des Mieters für den Zustand des Mietobjekts entspräche nicht dem gesetzlichen Leitbild: Das deutsche Mietrecht erlegt die Verpflichtung, die „Mietsache […] in einem zum vertragsmäßigen Gebrauch geeigneten Zustand“ (§ 535 Abs. 1 Satz 2 BGB) zu erhalten, ausschließlich dem Vermieter auf. Die Rechtsprechung hält diese gesetzliche Regelung bei Wohnraum für zwingend (vertraglich nicht abänderbar), lässt aber zwei Ausnahmen zu: Nur
- Schönheitsreparaturen und
- Kosten für Kleinreparaturen

können in sehr engen von der Rechtsprechung vorgegebenen Grenzen auf den Mieter durch eine wirksame Vertragsklausel abgewälzt werden, andere Arbeiten dagegen nicht.
Der Mieter kann bei Wohnraum nicht vertraglich verpflichtet werden, Kleinreparaturen selbst durchzuführen. Das würde gegen § 536 Abs. 4 BGB verstoßen, weil er dann selbst für die Behebung von Mängeln verantwortlich wäre und sich folglich die Miete nicht mindern würde.  Deshalb kann der Mieter von Wohnraum nur an den Kosten beteiligt werden. Bei anderen Mietverträgen, wie etwa bei Gewerberäume, kann der Mieter sich auch zur Vornahme von Reparaturen verpflichten. Dabei müssen allerdings auch gewisse Grenzen eingehalten werden, da der Mieter nur für Reparaturen des eigenen Mietgebrauchs und in seiner Risikosphäre verantwortlich sein kann.
Der Bundesgerichtshof hat entschieden, dass der Mieter von Wohnraum nicht an unendlich vielen Kleinreparaturen beteiligt werden kann. Für einen bestimmten Zeitraum muss ein Höchstbetrag festgelegt werden. Außerdem darf sich die Klausel nicht auf Reparaturen oder Neuanschaffungen beziehen, die über einen Kleinbetrag hinausgehen. Der Mieter muss in solchen Fällen die Kosten nicht anteilig mittragen. Aufgrund von Gerichtsurteilen können momentan folgende Beträge als angemessen betrachtet werden:
- Im Einzelfall ein Betrag von 100 bis 150 Euro.
- Im Jahr maximal 6 bis 8 Prozent der Jahreskaltmiete.

Eine zulässige Kleinreparaturklausel erstreckt sich nur auf Teile der Wohnung, die dem häufigen Zugriff des Mieters unterliegen (wie z. B. Türgriffe, Wasserhähne, Rollladengurte, Lichtschalter u. Ä.). Was darunter fällt, ist nicht allgemein durch eine Rechtsvorschrift geregelt. Es gibt jedoch landesspezifische Regelungen, die den Begriff für Dienstwohnungen definieren. Danach umfassen Kleinreparaturen „das Beheben kleinerer Schäden insbesondere
- an den Installationsgegenständen für Elektrizität, Wasser und Gas,
- an den Heiz- und Kochvorrichtungen,
- an den Fenster- und Türverschlüssen,
- an den Gurten bzw. Schnüren von Rollläden und Jalousien sowie
- an Verschlussvorrichtungen von Fensterläden“ (Abschnitt I Ziffer 1.2 SchönKBek[8])

Die Verwendung solch einer Formulierung ist zulässig. Keinem häufigen Zugriff des Mieters unterliegen dagegen Dichtungen, Glasteile, Rohre und Leitungen.

## Österreich
Im österreichischen Mietrechtsgesetz (§§ 3 und 6 MRG) ist die Erhaltungspflicht des Vermieters detaillierter beschrieben. Für das Innere des Mietgegenstandes besteht demnach generell keine Erhaltungspflicht des Vermieters (es sei denn, es handelt sich um substanzielle Schäden am Haus). Der Vermieter von in Österreich gelegenen Objekten kann also dem Mieter die Erhaltungspflicht für das Innere des Mietobjekts unbeschränkt auferlegen und ist anders als bei einem Mietobjekt in Deutschland nicht verpflichtet, solche Arbeiten auszuführen.